# Hagenberg (Gemeinde Fallbach)
Hagenberg ist ein Dorf in der niederösterreichischen Gemeinde Fallbach im Bezirk Mistelbach und eine Katastralgemeinde. Die Ortschaft hat 199 Einwohner (Stand 1. Jänner 2024). Bis Ende 1969 war Hagenberg eine eigenständige Gemeinde.

## Geografie
Beim an der Landesstraße L10 liegende Dorf entspringt der nach Westen abfließende Brandbach. Auf dem Weißenberg (328 m ü. A.) westlich des Ortes befindet sich eine Aussichtswarte. In der Ortsmitte Kreuzung der von Norden nach Süden und von Westen nach Osten orientierten Straßenzüge. Weiters wird die Ortsmitte bzw. der Dorfplatz von einer weiträumigen Platzanlage mit Grünfläche beherrscht, an deren Nordwestrand sich die Kirche und der Pfarrhof auf leichter Anhöhe befinden.

## Geschichte
Hagenberg gehörte ursprünglich zur Mutterpfarre Oberleis. Auf Betreiben von Heinrich von Hagenberg (letztmals 1264 genannt) und seines Sohnes Otto (letztmals 1280 erwähnt) wurde Hagenberg in der zweiten Hälfte des 13. Jahrhunderts eine eigenständige Pfarre.
Laut Adressbuch von Österreich waren im Jahr 1938 in der Ortsgemeinde Hagenberg ein Bäcker, ein Eierhändler, drei Gastwirte, zwei Gemischtwarenhändler, ein Obst- und Gemüsehändler, ein Sattler, ein Schmied, ein Schneider und eine Schneiderin, ein Tischler, zwei Wagner und mehrere Landwirte mit Ab-Hof-Verkauf ansässig, darunter die Fürstliche Reuss’sche Oekonomieverwaltung.
Mit 1. Jänner 1970 wurde Hagenberg im Zuge der NÖ. Kommunalstrukturverbesserung mit den Gemeinden Fallbach, Hagendorf und Loosdorf zur Großgemeinde Fallbach vereinigt Zuvor wurde bereits mit 1. Jänner 1967 die westlich gelegene Gemeinde Friebitz eingemeindet.

## Sehenswürdigkeiten
- Schloss Hagenberg; ein Wasserschloss das von Heinrich von Hackenberg nach dem Kreuzzug des Jahres 1217 erbaut wurde.[6]
- Pfarrkirche hl. Ägydius, deren Ursprünge bis in die romanische Zeit zurückgehen und die barockisiert wurde.[2]

## Bildergalerie

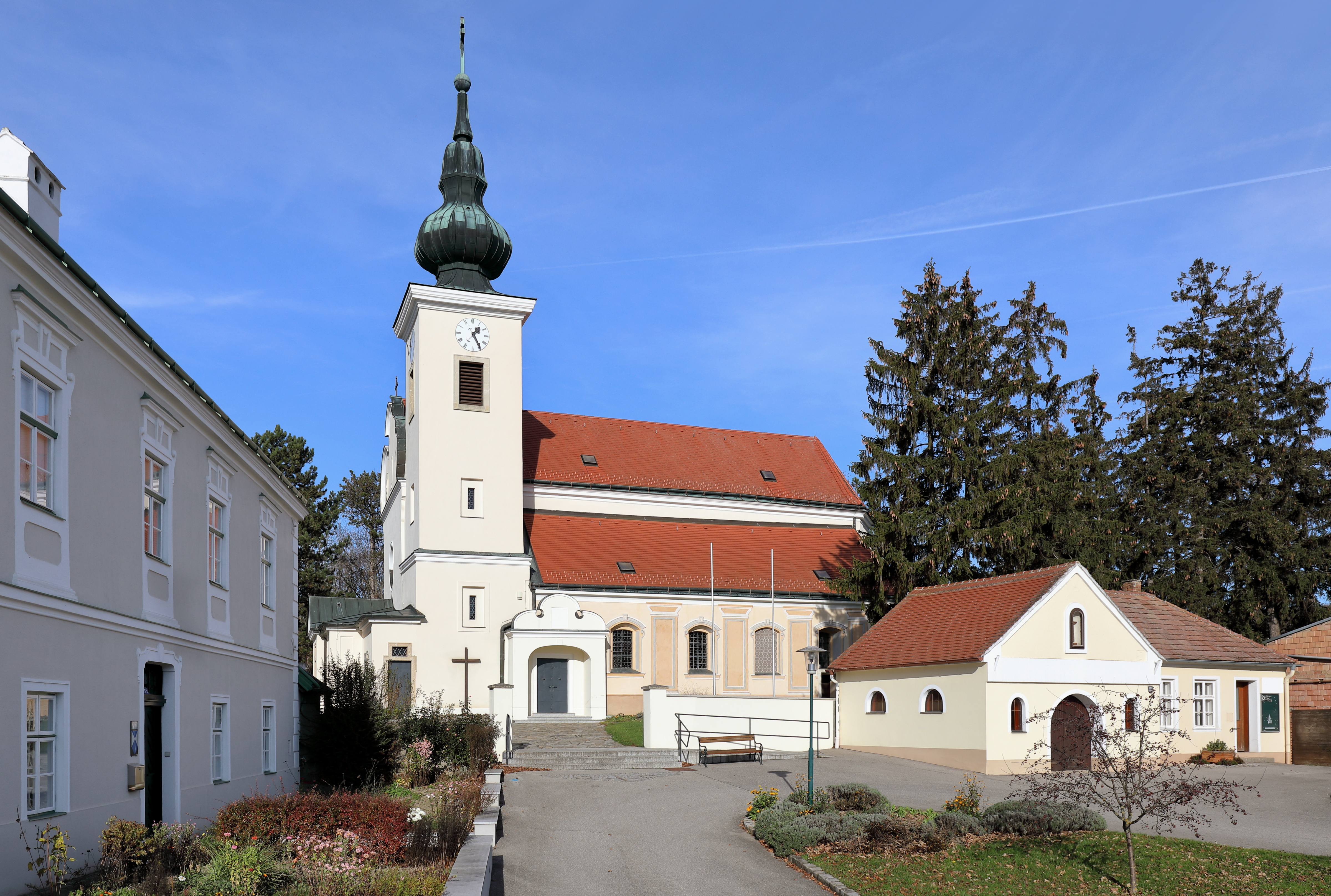
Pfarrkirche hl. Ägydius
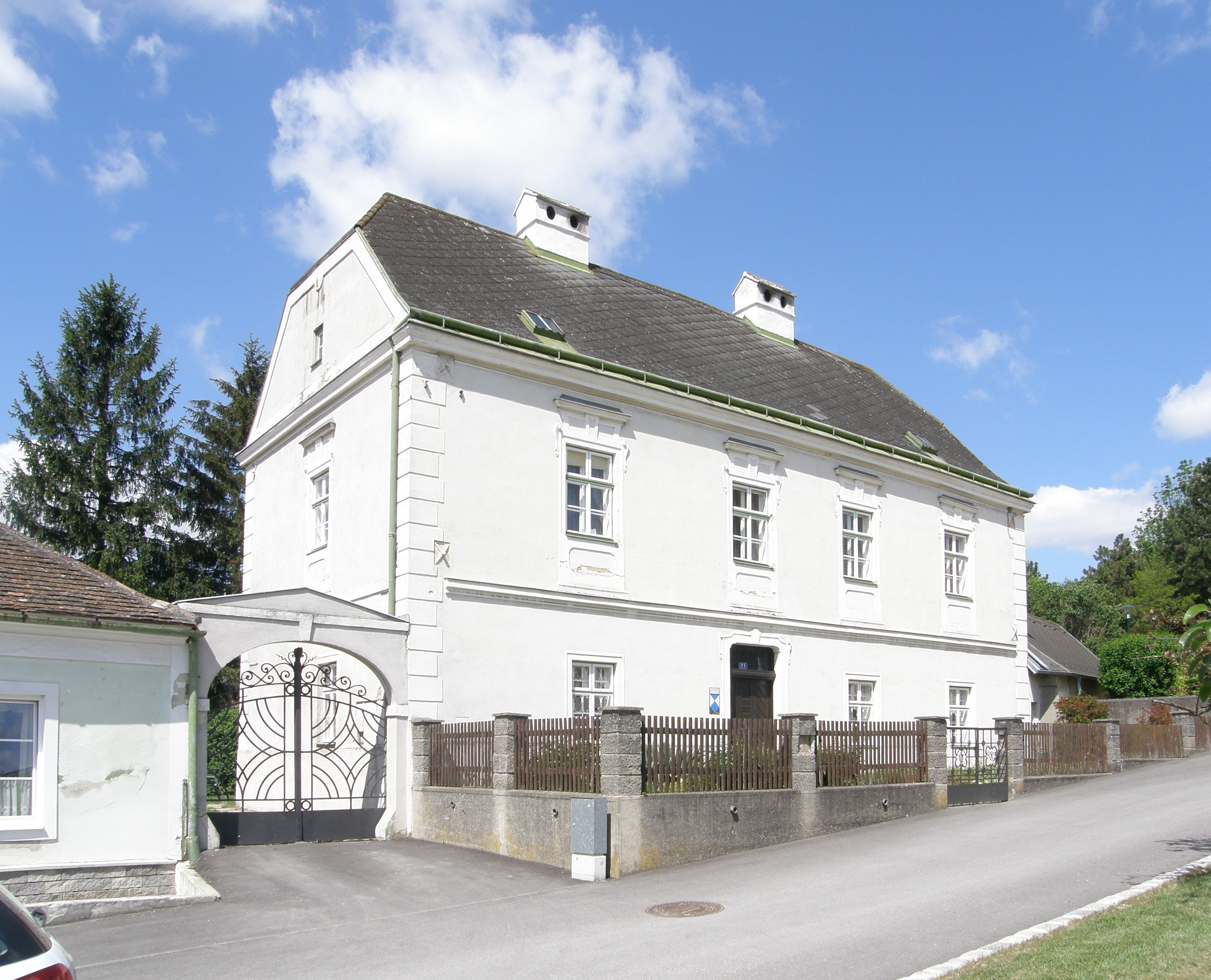
Pfarrhof
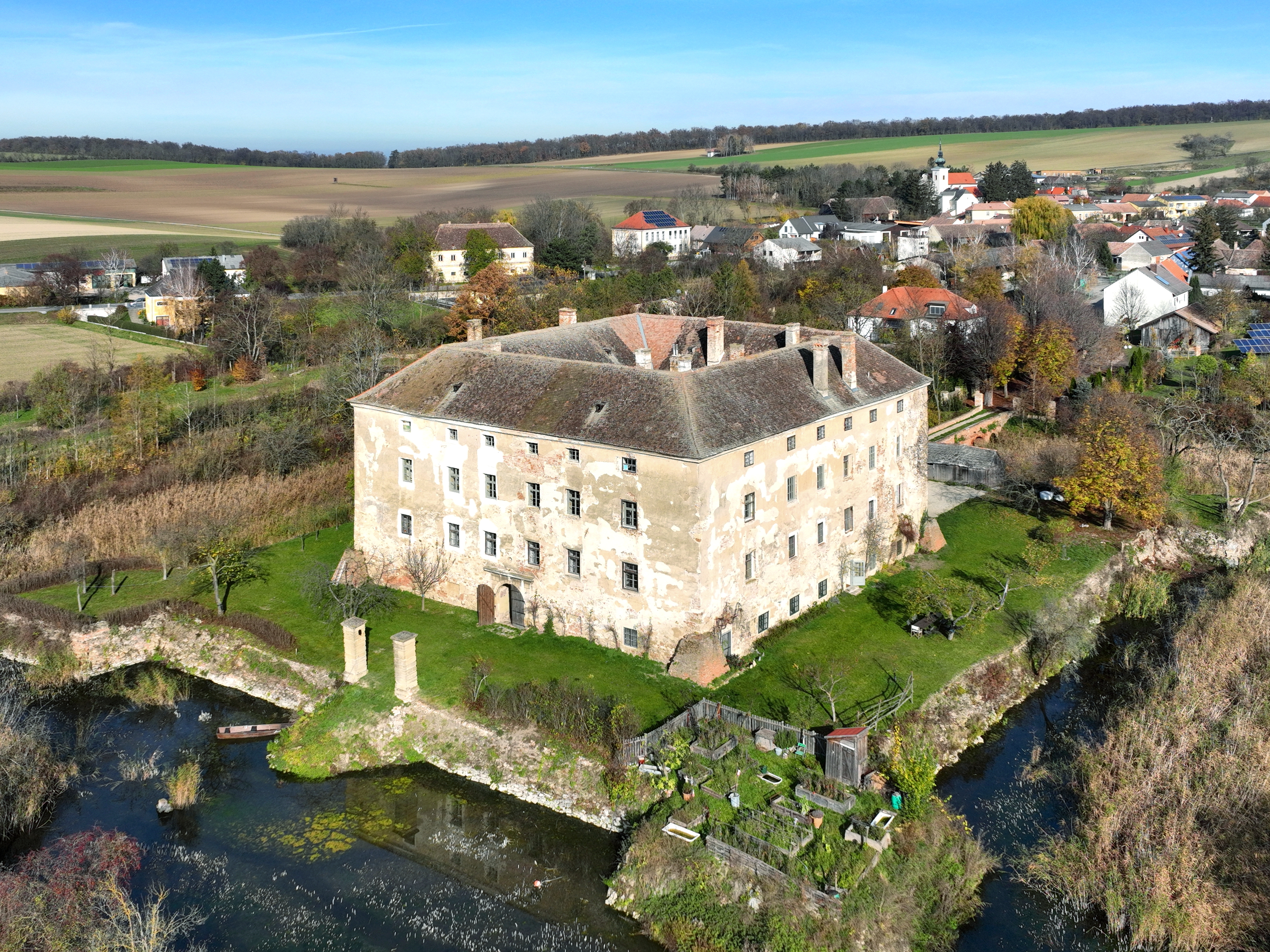
Schloss Hagenberg